# Gattara (la dona dels gats)

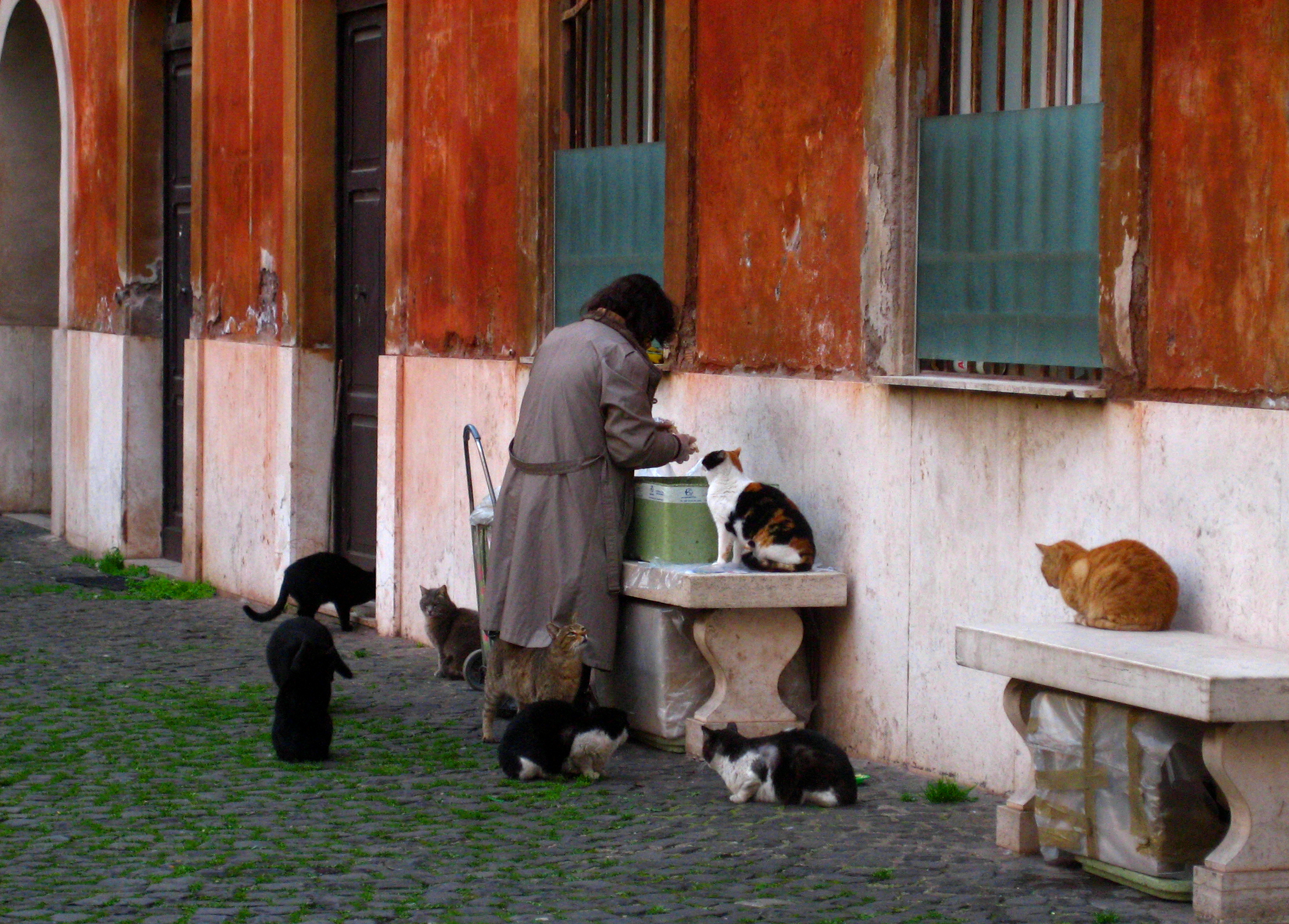
Una gattara (dona dels gats) romana

Gattara (La dona dels gats) és una paraula italiana que no té un substantiu equivalent en altres idiomes. S'aplica a la dona que dedica part del seu temps a cuidar i alimentar els gats del carrer. Tradicionalment, la Gattara era un personatge folklòric, estereotipat i sovint menyspreat. Actualment, les associacions pels Drets dels animals han creat un voluntariat d'ambdós sexes dedicats a la cura i control de les colònies felines i aquest reconeixement institucional ha redimit parcialment la imatge malmesa de les gattares.

## Etimologia
El terme gattaro, gattara, tot i que és molt antic i usat arreu d'Itàlia, no va ser acceptat en l'idioma italià fins al 1988. El lema és regional (centre-meridional) i en particular romà, com ho demostra el sufix - aro ( llatí - ariu [ m ]) afegit a l'arrel gatt - ( llatí tardà cattu [ m ]) prevalent a la terminació toscana - aio. A Florència, el propietari del gat és denominat gattaio, fins i tot en els documents oficials, mentre que al nord ( Milà, Venècia ) persisteix la frase mamma dei gatti, en femení. En milanès, al llibre Note azzurre de Carlo Dossi (1912) la trobem documentada com a mamm di gatt. Durant el segle XX i encara actualment, ser una gattara (en femení) té una connotació despectiva. Malgrat tot, alguns homes, sobretot artistes i escriptors, també senten una gran fascinació pels felins que, a canvi de molt poc, proporcionen companyia, afecte i inspiració.

## Història

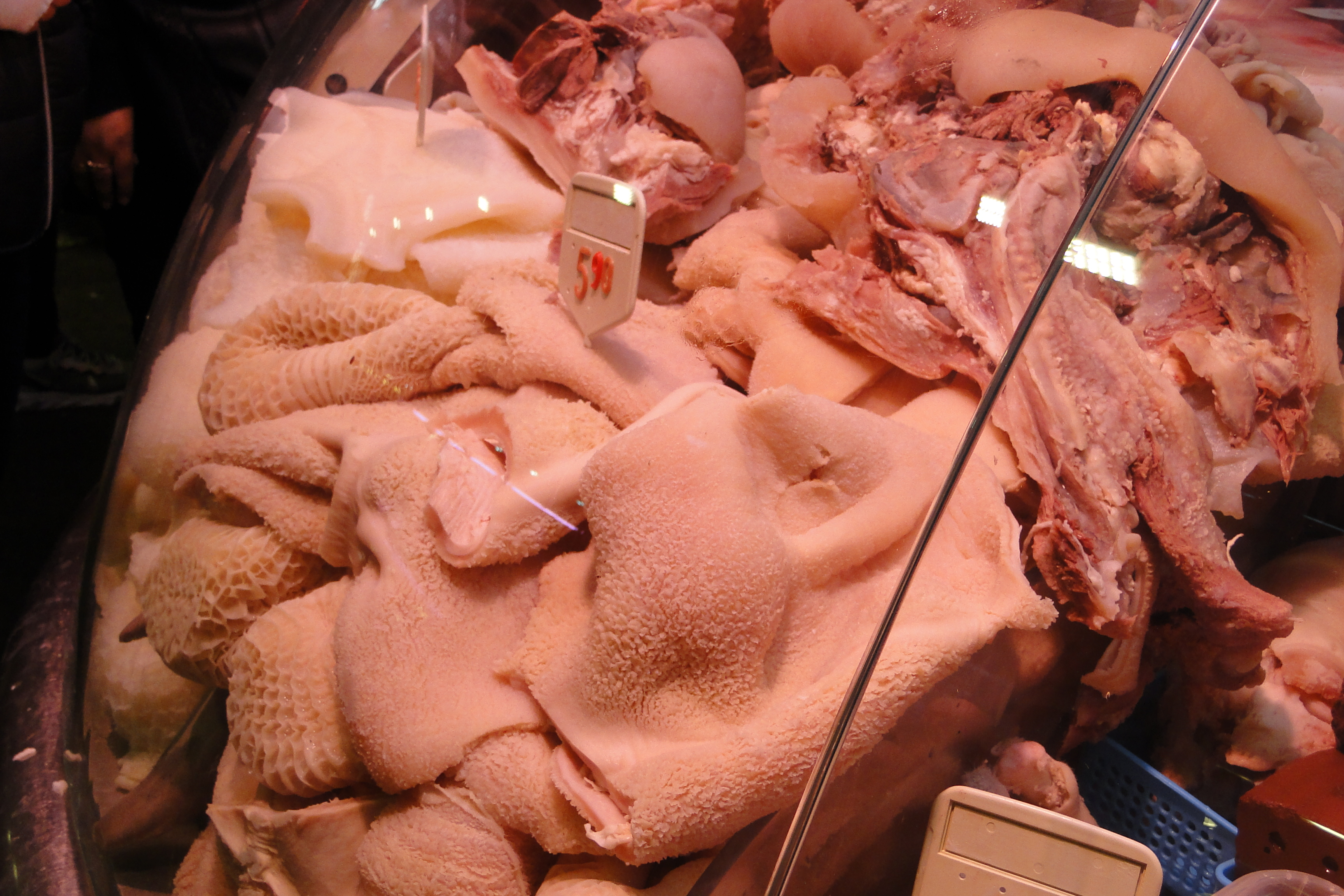
Les tripes es consideraven un aliment vil i eren destinades als animals

Malgrat que la incorporació del mot a l'enciclopèdia italiana és recent, el costum d'alimentar els gats de carrer és molt antic i no solament una prerrogativa femenina. Els gravats de Diofebi i Pinelli, a la primera meitat del segle XIX, mostren a Roma els carnacciari, venedors ambulants de despulles, tripes i productes de baixa qualitat, destinats a alimentar animals i humans amb pocs recursos. S'anunciaven amb un xiulet i quan els sentien arribar, s'acostaven tots els gats i gossos dels voltants. Aquests venedors també recollien i venien cadells. Aquest ofici va subsistir a Itàlia fins a l'any 1944. Una activitat similar està documentada a Londres a mitjants del segle xix.
L'afinitat entre la dona i el gat ha estat sempre present en l'imaginari col·lectiu de totes les cultures, des de les civilitzacions antigues fins a l'actualitat (recordem la divinitat egípcia ailuromòrfica Bastet deessa de la fertilitat i de l'atracció sexual)

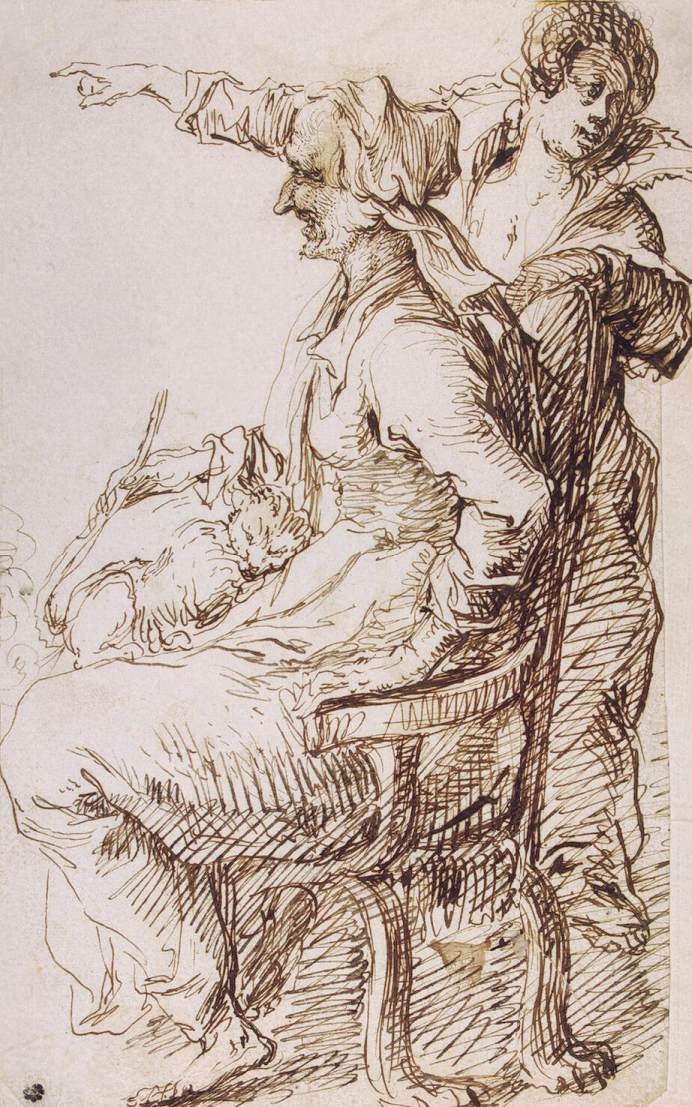
Dues bruixes amb un gat de Jacob de Gheyn el Jove

Tanmateix, aquest vincle va prendre connotacions sinistres en la tradició europea, on les supersticions i tergiversacions històriques van relacionar els gats amb la figura de les bruixes, fins al punt que actualment encara persisteix la imatge negativa de les dones que viuen envoltades de gats i la dels propis gats, sobretot si són negres.

## Estereotip
La imatge de la gattara evoca una vella solitària (sovint soltera) pobra, malhumorada, bruta, lletja, associal, possiblement alcohòlica i mig boja. Aquests estereotips els trobem a Itàlia descrits en obres literàries com la novel·la Tosca dei gatti de Gina Lagorio, guanyadora del premi Viareggio l'any 1984. Els mateixos gats, que en estat semisalvatge o d'abandonament, cacen i s'alimenten de ratolins i ocellets, encara són considerats animals sinistres. Per això l'apel·latiu gattara (La dona dels gats) i el despectiu castellà "La loca de los gatos" sovint representa un insult, recolzat per notícies sensacionalistes relacionades amb la pràctica de l'ocultisme i rituals de màgia. La cultura anglosaxona també relaciona la Crazy cat lady amb la brutícia, la Síndrome de Diògenes i la possibilitat de patir i contagiar la toxoplasmosi.
A França, la gattara, de vegades, és anomenada la nourrisseuse (nutridora), en referència a la funció "materna" de la nutrició, que sempre ha sigut la manera d'aconseguir la domesticació de les espècies animals.

## Significació actual
A Catalunya, la primera llei de protecció animal va ser promulgada el 2008.Amb la nova llei del 7/2023, moltes gattares s'han anat incorporant a les activitats que marca la legislació vigent, molt més complexes que la simple alimentació, ja que comporten relacions amb les autoritats a nivell local i provincial, col·laboració amb els serveis veterinaris, implantació de normes d'higiene i control de la reproducció, amb l'esterilització de les femelles. A Itàlia, es va publicar una llei al respecte el 1991 (llei marc 281/1991).